# The Horse Tail
The Horse Tail (Originaltitel Koński Ogon, poln. für „Pferdeschwanz“) ist ein Filmdrama von Justyna Łuczaj. Der Neo-Noir verwendet den Mythos von Ödipus als Motiv. Die internationale Premiere des Films ist Ende Mai 2023 beim Mammoth Lakes Film Festival geplant.

## Handlung
Der Film spielt in einer Stadt am Fuße einer Klippe, zwischen einer Müllhalde, Scheunen und einem Wald. Nach Jahren der Abwesenheit kehrt die gealterte Sexarbeiterin Diana aus Wien in die Stadt zurück. Sie leidet unter Depressionen und hat Gedächtnislücken. Ihre Rückkehr fällt mit einem Verbrechen zusammen, das im nahe gelegenen Wald begangen wurde. Das Opfer ist die Frau des Polizisten. Der Hauptverdächtige ist Maj.

## Produktion
Der Film ist an den Mythos von Ödipus angelehnt. Der 20-jährige Maj tritt in dem Film an die Stelle des sagenhaften Befreiers von Theben in der griechischen Mythologie, und die Prostituierte Diana ist eine Entsprechung für Iokaste, seine leibliche Mutter und spätere Ehefrau.
Regie führte Justyna Łuczaj. Sie ist Absolventin der Akademie der bildenden Künste in Krakau, wo sie Malerei studierte, und der Filmschule in Łódź. Vor Beginn der Dreharbeiten für den Film / ihr Spielfilmdebüt stellte Łuczaj im Jahr 2016 im Rahmen einer Ausstellung einige Gemälde mit dem Titel The Horse Tail in den Räumlichkeiten der Filmschule Łódź vor.
In der Hauptrolle ist Remigiusz Pocica zu sehen. Er spielt den 20-Jährigen Maj. Ryta Kurak spielt die heimkehrende Diana. Anouchka Kolbuch spielt Dagmara und Laurence Cross Laura. Für sie alle handelt es sich um die erste Filmrolle.
Die Dreharbeiten fanden im Mai und Juni 2021 in Polen statt. Ursprünglich waren sie im Jahr 2019 angesetzt. Als Kamerafrau fungierte Małgorzata Szyłak, die zuvor für Filme wie Dzikie róże oder Komunia arbeitete.
Als Filmeditor war Paweł Laskowski für Łuczaj tätig, der zuvor den Filmschnitt bei Wojciech Smarzowskis Filmen Dom zły, Drogówka, Sommer 1943 – Das Ende der Unschuld und Kler übernommen hatte.
Die Filmmusik komponierte Mikołaj Trzaska, der ebenfalls für die letzten Filme von Smarzowski arbeitete.
Im Jahr 2020 wurde The Horse Tail beim im Mai des Jahres stattfindenden Marché du film der Internationalen Filmfestspiele von Cannes präsentiert. Eine erste Vorstellung erfolgte am 25. Juli 2022 beim New Horizons International Film Festival. Die internationale Premiere ist am 27. Mai 2023 beim Mammoth Lakes Film Festival geplant.